# Eleutherodactylus muscosus
Eleutherodactylus muscosus là một loài ếch trong họ Leptodactylidae.
Nó được tìm thấy ở Ecuador và Peru.
Môi trường sống tự nhiên của nó là các khu rừng vùng núi ẩm nhiệt đới hoặc cận nhiệt đới và sông có nước theo mùa. Loài này đang bị đe dọa do mất môi trường sống.